# Теорія геосинкліналей
Теорія геосинкліналей — тектонічна теорія, яка пояснює виникнення складчастих областей в результаті розвитку геосинкліналей. Була популярна в кінці XIX ст. і до 70-х років XX ст. Їй на зміну прийшла теорія тектоніки плит.

## Загальний опис
Теорія геосінкліналей заснована на уявленні про циклічні коливальні рухи, де на місці великих опускань (прогинів), можуть утворитися підняття. Відповідно до цієї теорії початковій стадії геосинклінального режиму відповідають активні тектонічні процеси, супроводжувані опусканням великих ділянок земної кори. Для цієї стадії характерний активний інтрузивний магматизм. Далі, в результаті поступового загасання цих коливань, на зміну геосинклинального режиму приходить платформний. Платформний режим характеризується слабкими тектонічними рухами, малими потужностями осадових утворень. Згодом на місці платформ розвиваються «постплатформні орогени».
У шістдесяті — сімдесяті роки XX століття, завдяки зусиллям багатьох геологів, які намагалися поглибити і обґрунтувати теорію геосинкліналей, зібралося безліч систематизованих геологічних даних, що відносяться до тектонічних процесів. Зокрема, найважливіші результати були отримані в результаті множинного буріння океанічного дна. Однак, виявилося, що нові дані підтверджують не теорію геосинкліналей, а теорію тектоніки плит, яка в даний час є загальноприйнятою в геології.
Теорія геосінкліналей сприяла значному накопиченню даних для подальших теорій і розвитку теорії рудоутворення і вирішення генетичних проблем формування родовищ корисних копалин.